# Priscah Jeptoo

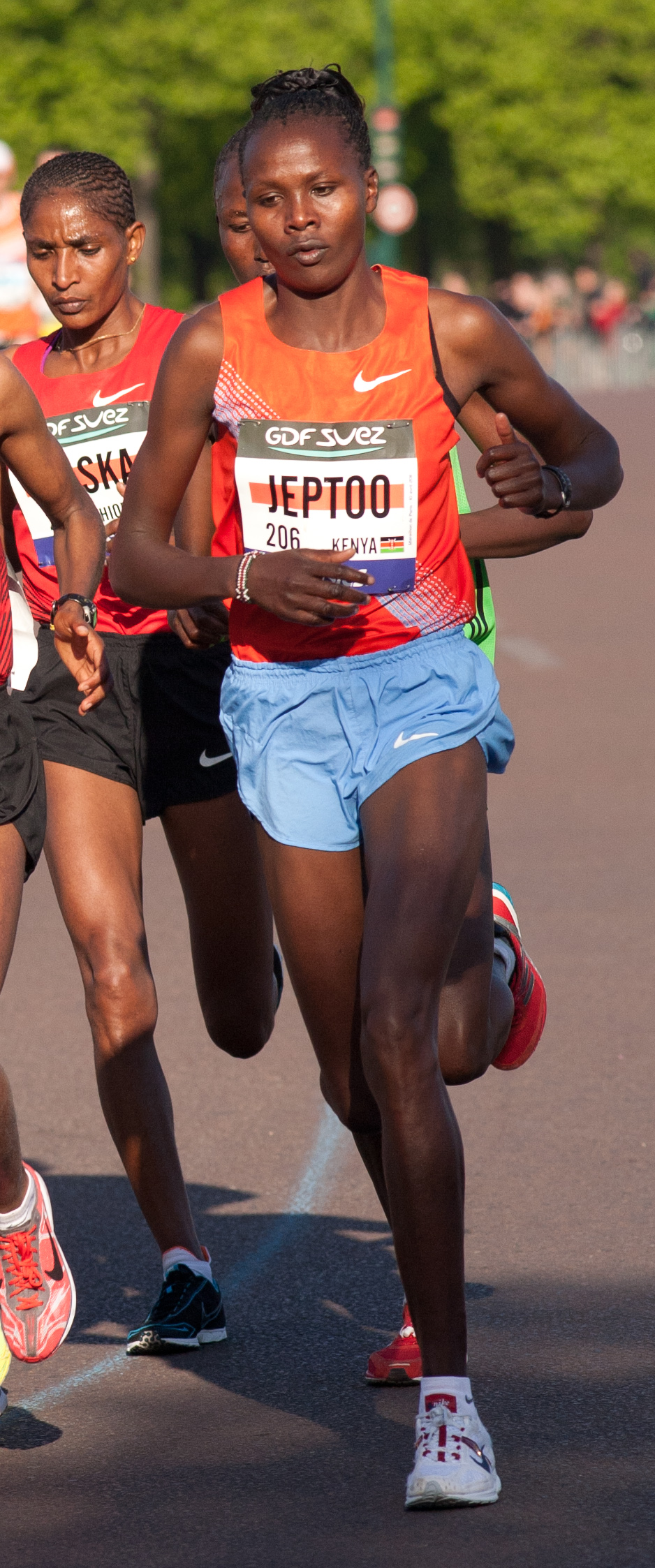
Priscah Jeptoo beim Paris-Marathon 2011

Priscah Jeptoo (Priscah Jeptoo Chepsirot; * 26. Juni 1984 in Chemnoet, Nandi District) ist eine kenianische Langstreckenläuferin, die sich auf Straßenläufe spezialisiert hat.

## Leben
Die Tochter der Mittelstreckenläuferin Beatrice Samoei fühlte sich schon in der Schule zu den längeren Strecken hingezogen, schaffte es aber nicht, sich für die Jugendnationalmannschaft zu qualifizieren. Nach ihrem Schulabschluss an der Itigo Girls High School 2004 arbeitete sie auf dem Bauernhof ihres Vaters, der mit mehreren Frauen elf Kinder hat. 2006 wurde sie vom Marathonläufer Martin Lel entdeckt, der sie in sein Trainingscamp einlud und sie an den Trainer Claudio Berardelli und den Manager Federico Rosa vermittelte. Nachdem sie ihren Läuferkollegen Douglas Chepsirot geheiratet und 2008 den Sohn Faustin Kipchumba zur Welt gebracht hatte, stellten sich erste Erfolge ein.
2009 siegte sie beim Douro-Tal-Halbmarathon, bei der Corrida Festas Cidade do Porto und stellte beim Porto-Marathon einen Streckenrekord auf. Im Jahr darauf gewann sie den Ribarroja-del-Turia-Halbmarathon, wurde Zweite bei der Maratona di Sant’Antonio und siegte beim Turin-Marathon in 2:27:02 Stunden. 2011 siegte sie zunächst beim Goyang-Halbmarathon. Danach gewann sie den Paris-Marathon und verbesserte ihren persönlichen Rekord um mehr vier Minuten auf 2:22:55 h. Damit qualifizierte sie sich für den Marathon der Leichtathletik-Weltmeisterschaften in Daegu, bei der sie die Silbermedaille errang. Zum Jahresabschluss stellte sie einen Streckenrekord bei der Corrida Internacional de São Silvestre auf.
2012 wurde sie hinter ihren Landsfrauen Mary Jepkosgei Keitany und Edna Ngeringwony Kiplagat Dritte beim London-Marathon und wie diese für die Olympischen Spiele in London nominiert. Dort gewann sie die Silbermedaille in einer Zeit von 2:23:12 h. Im weiteren Verlauf der Saison triumphierte sie beim Portugal-Halbmarathon und beim São Silvestre de Luanda. 2013 wurde Jeptoo beim RAK-Halbmarathon Zweite in der drittschnellsten Zeit, die je von einer Frau auf einer weltrekordtauglichen Strecke erzielt wurde, und siegte beim London-Marathon sowie beim Bogotá-Halbmarathon. Beim Great North Run, der wegen seines übergroßen Gefälles nicht rekordtauglich ist, gewann sie in 1:05:45 h. 2013 siegte sie beim New-York-City-Marathon.
Priscah Jeptoo ist 1,68 m groß und wiegt 49 kg.

## Persönliche Bestzeiten
- 3000 m: 9:05,7 min, 3. Januar 2013, Luanda
- 10-km-Straßenlauf: 31:19 min, 15. Februar 2013, Ra’s al-Chaima
- Halbmarathon: 1:06:11 h, 15. Februar 2013, Ra’s al-Chaima
- Marathon: 2:20:14 h, 22. April 2012,	London